# Sant'Erasmo
San Erasmo est une île de la lagune vénitienne. Sant'Erasmo se situe dans la partie nord de la lagune, non loin de Venise et est, après son extension, la plus grande île après Venise.

## Particularités
La situation particulière et la nature insulaire de terres fertiles ont déterminé son caractère unique.
À la fin du XVIe siècle, Francesco Sansovino, dans son travail Venetia, città nobilissima et singolare, cite Sant'Erasmo comme une île riche en vergers et en vignobles qui ont fourni « à la ville quantité de légumes, et de fruits, dans une grande et parfaite abondance ».
L'île conserve une vocation agricole (les artichauts violets, cueillis précocement sont très connus), elle est considérée comme le Jardin de Venise.
Elle est desservie par les transports publics, deux lignes de vaporetti de l'ACTV y ont un arrêt. C'est l'une des îles de la lagune où les voitures sont admises.

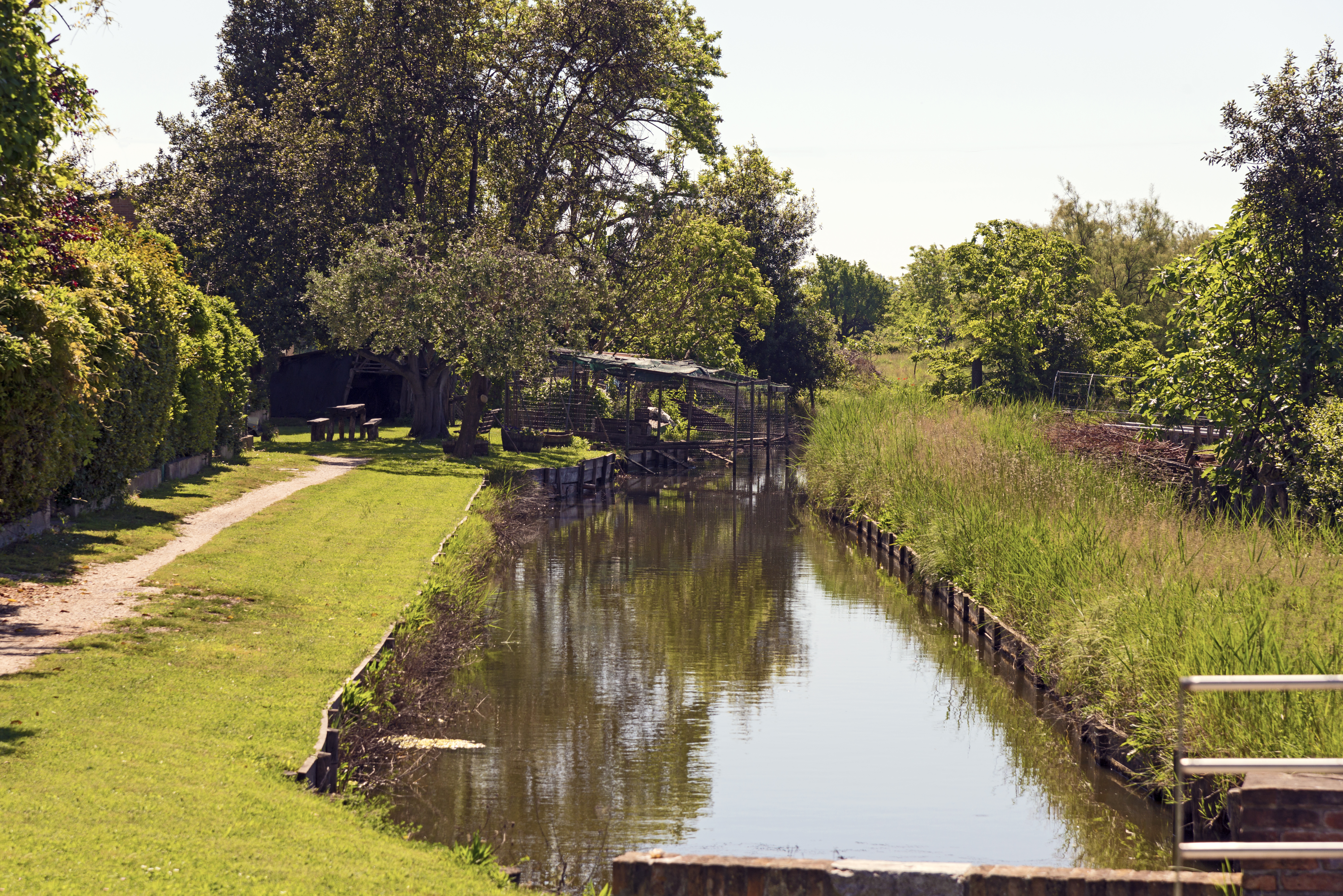
Les canaux bruns et étroits de l'ile
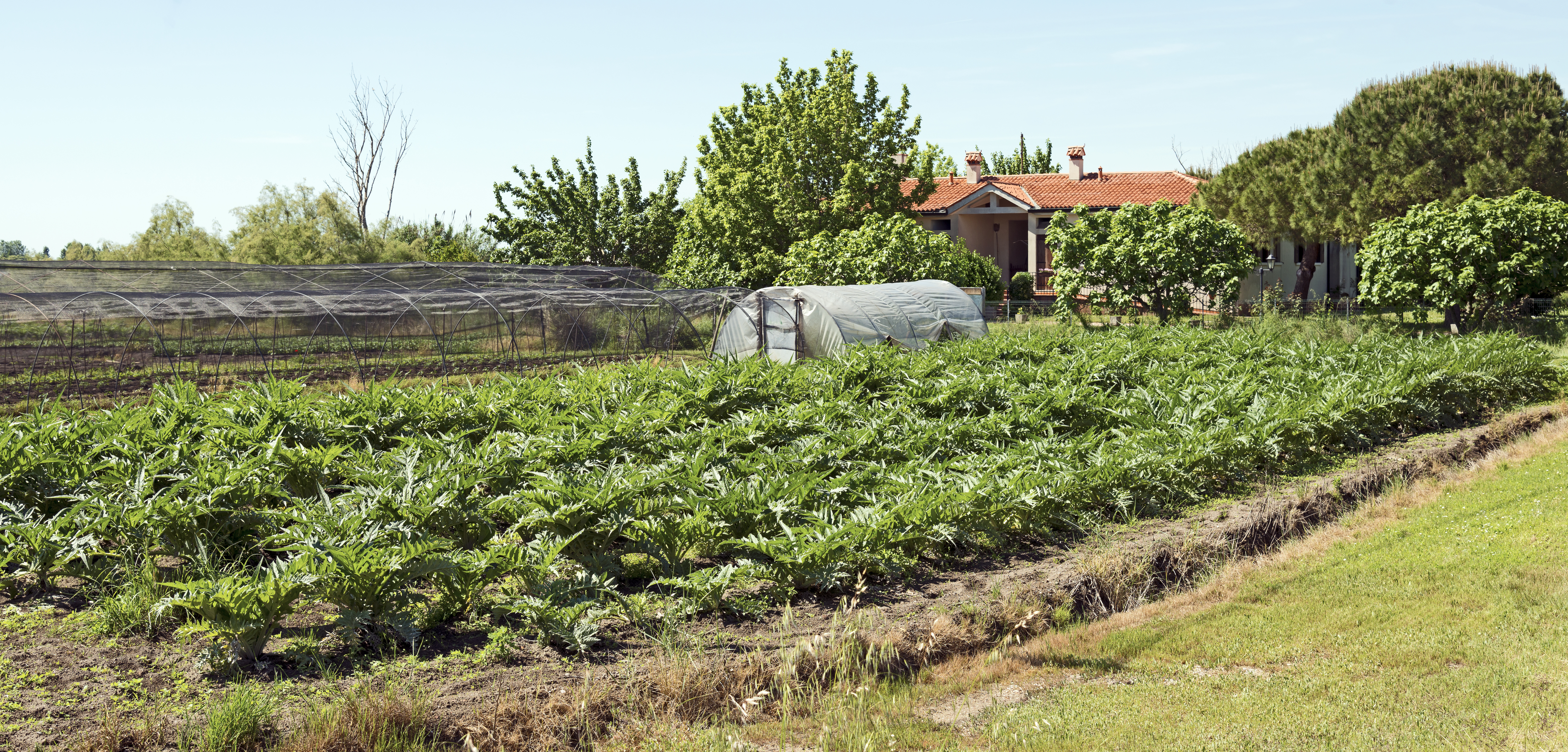
Plantation d’artichauts Via de le Motte

## Lieux et monuments
- L'église du Christ roi (Chiesa di Cristo Re).
- Cette île était fortifiée pour en défendre l'entrée est de la lagune. Il n'en reste que des vestiges hormis la tour de Maximilien (Torre Massimiliana).
- La partie sud de l'île comporte une plage très fréquentée l'été.

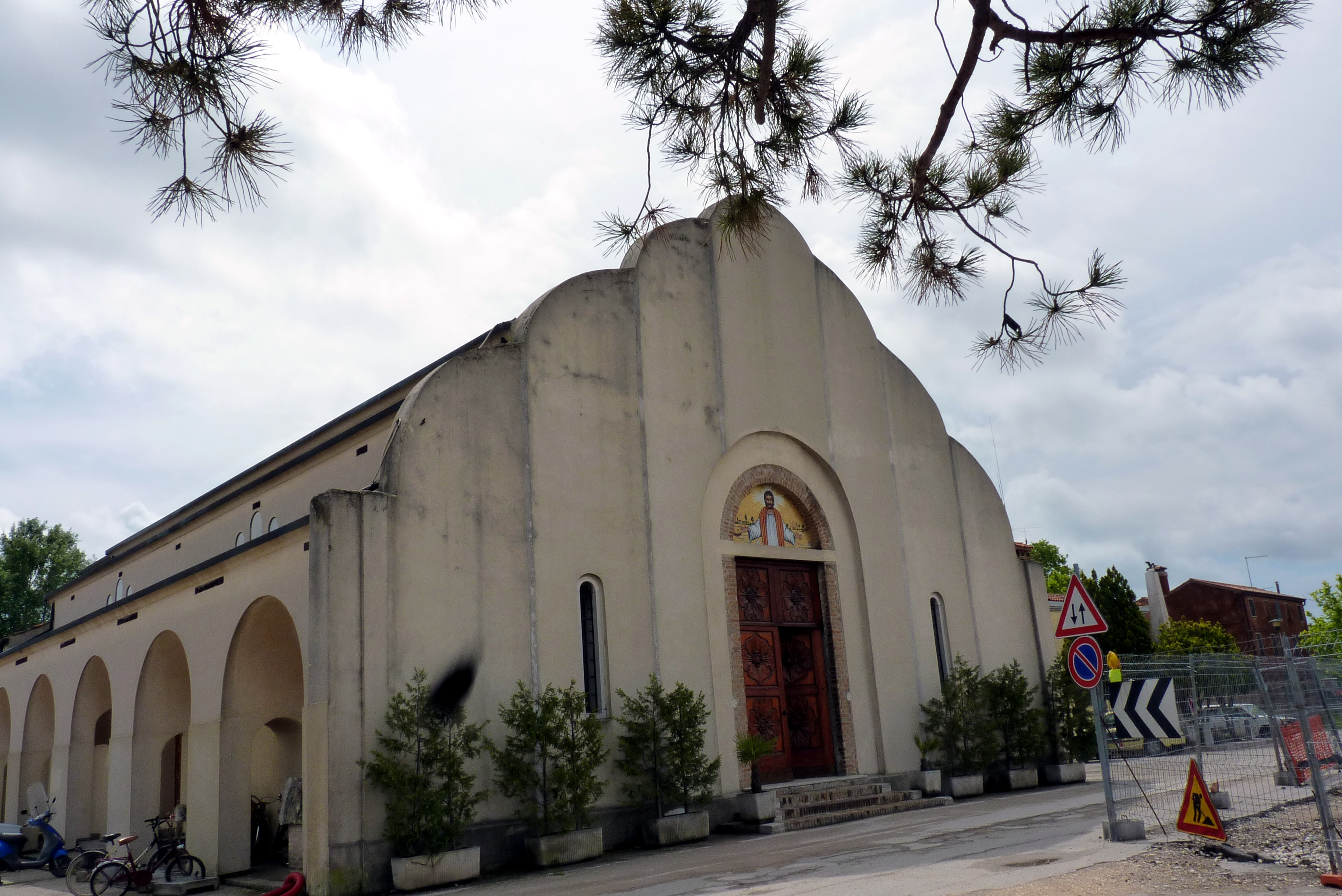
L'église
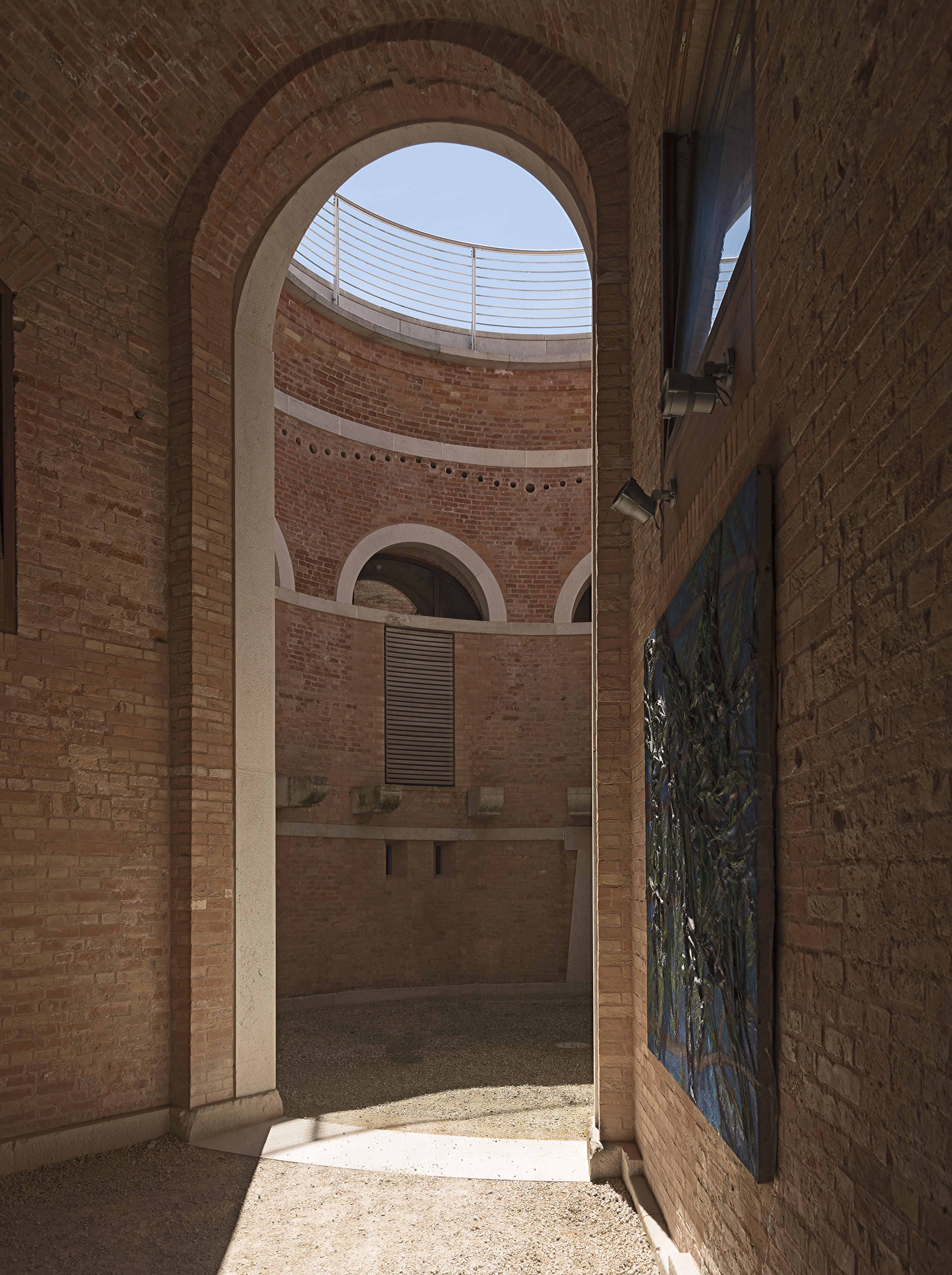
L’intérieur de la tour de Maximilien
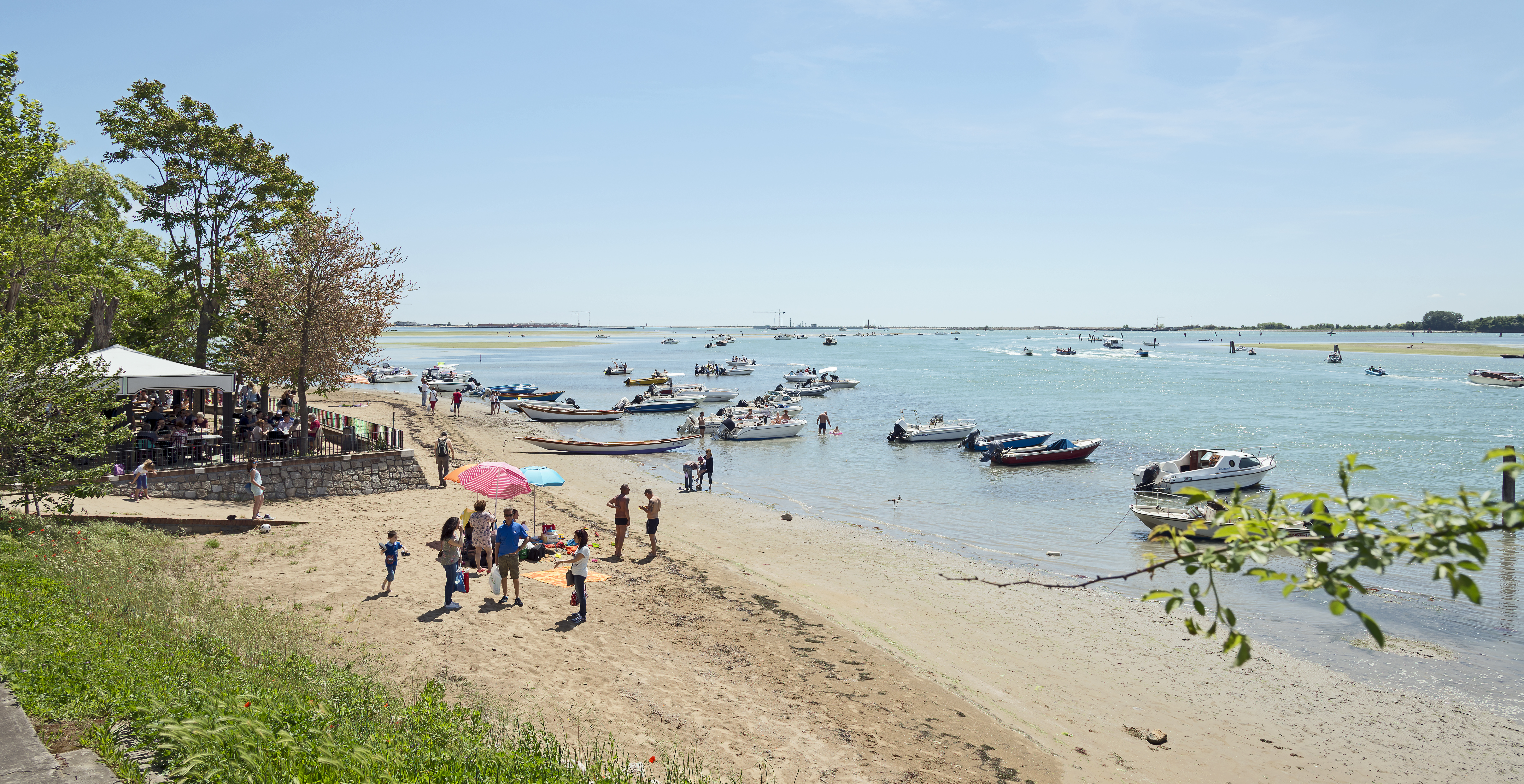
La plage au sud de Sant'Erasmo

## Fêtes traditionnelles

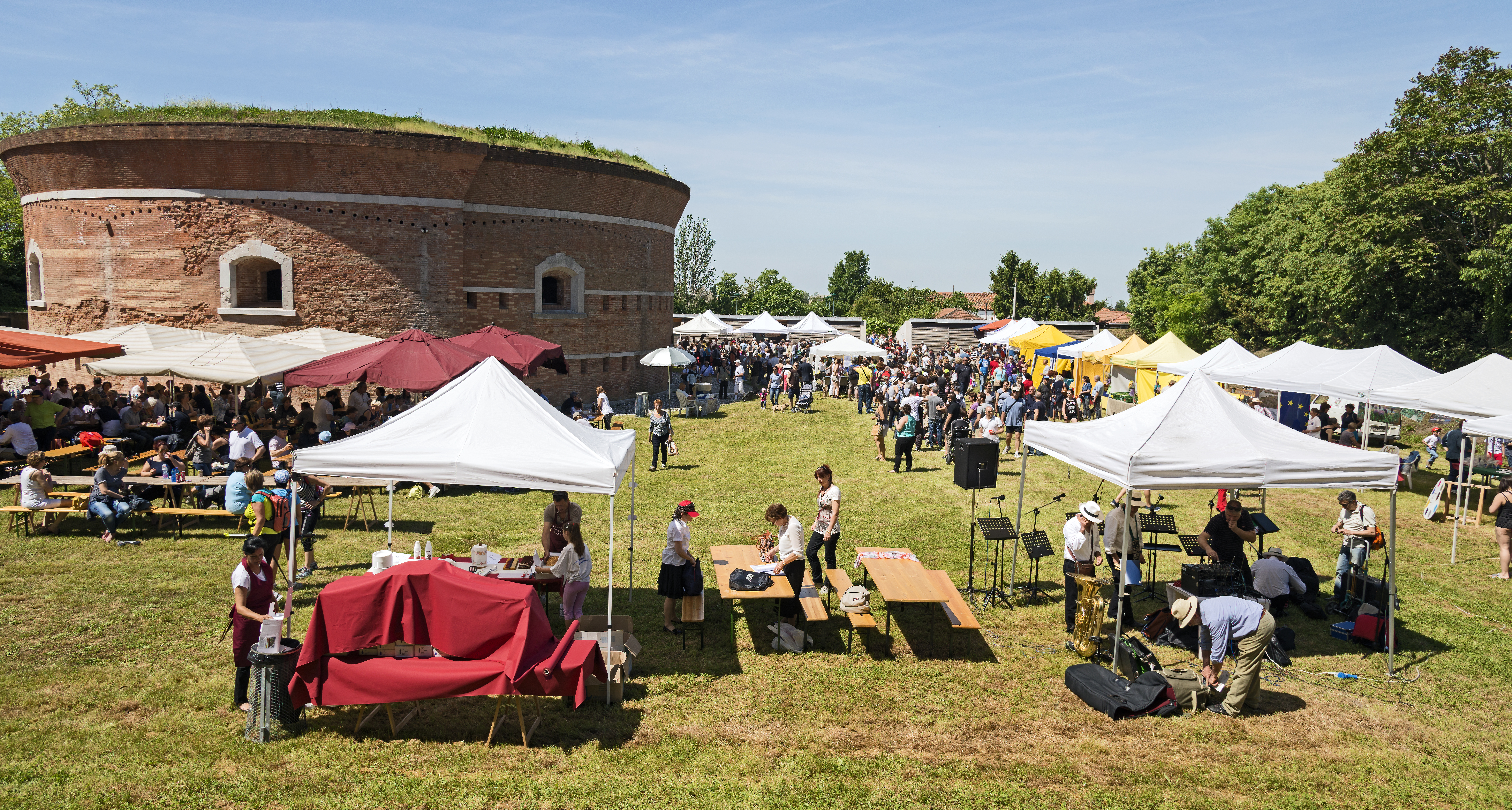
La fête de l'artichaut violet

Sant'Erasmo est, au cours de l'année, animée de nombreuses fêtes qui attirent de nombreux visiteurs. La visite de l'île comprend une promenade à travers champs et les vignes avec comme destination finale la place de l'église où les spécialités de légumes sont proposées à la dégustation et à la vente. Le programme des festivités est toujours très riche en événements culturels, culinaire, sportifs et musicaux.
- Le 2e dimanche de mai a lieu la fête annuelle de l'artichaut violet à la tour maximilienne.

## Divers
C'est sur cette île que fut tourné le film Impardonnables (2011) d'André Téchiné.

### Personnalités
- Gloria Rogliani, championne de « vogue à la vénitienne »[1], [2],[3]. C'est la première  et unique femme à être devenue présidente de la commission d'examen pour gondoliers[4]. Elle préside l'association « Regatanti » (régatiers). Elle est vice-présidente de l'organisme de défense de la profession de gondolier (Istituzione Ente gondola[5]).